# Constant prepayment rate
De Constant Prepayment Rate (CPR) of Conditional Prepayment Rate wordt gevormd door de hoeveelheid vervroegde aflossingen op een kredietportefeuille als percentage van de totale kredietportefeuille. Vervroegde aflossingen zijn aflossingen die op een eerder moment worden gedaan dan contractueel is afgesproken. De CPR speelt een belangrijke rol bij het Asset & Liability Management van banken om een optimale mismatch-positie te bereiken.
Een prepayment rate van 10% wil zeggen dat te verwachten is dat in het komende jaar 10% van de uitstaande kredietportefeuille vervroegd zal worden afgelost. Het belang van banken om de prepayment rate van een kredietportefeuille goed in beeld te hebben, ligt in het bereiken van een optimale mismatch-positie. Naarmate een bank beter kan voorspellen in welke mate er vervroegd zal worden afgelost, kan zij het aantrekken van gelden nauwkeuriger hierop afstemmen door te variëren in looptijden.
Een voorbeeld:
Van hypotheken met een rentevaste periode van 20 jaar is bekend dat de CPR op een zeker moment in de tijd 5% bedraagt. Dit betekent dus dat verwacht wordt dat in het komende jaar 5% van die hypotheken vervroegd zal worden afgelost. Op het moment dat er nu een cliënt bij de bank komt en een hypotheek van bijvoorbeeld EUR 100.000,- met rentevaste periode van 20 jaar afsluit, zal de bank er in een ideaalsituatie voor zorgen dat zij voor EUR 5.000,- aan geld met een rentevaste periode van 1 jaar zal inkopen, voor EUR 5.000,- met een rentevaste periode van 2 jaar, enzovoort. Bij een normale yieldcurve zal dit tot een gunstiger resultaat leiden dan wanneer het gehele bedrag van EUR 100.000,- was aangetrokken voor een rentevaste periode van 20 jaar.